# Ambassadeur de l'Union européenne
Les ambassadeurs de l'Union européenne sont les chefs des représentations diplomatiques présentes dans les délégations de l'Union européenne auprès des pays tiers et des instances internationales. Leur nomination et leur rôle sont régis dans les dispositions instaurées dans le traité de Lisbonne concernant la mise en place du Service européen pour l'action extérieure et par la politique étrangère menée par le Haut représentant et les instances européennes,.

## Rôle et fonctionnement
Les ambassadeurs en poste représentent d'une part l'Union européenne et les instances politiques communautaires, et d'autre part, les États membres concernant des affaires bilatérales entre le pays hôte et l'un des États membres dans le cas où il n'y aurait pas de représentation nationale sur place ; à terme, certaines représentations nationales devrait fermer afin de privilégier la mutualisation des moyens que permet le développement des relations de l'UE sur la scène internationale vers de plus en plus de pays et d'organisations internationales et régionales.
À l'origine, 115 ambassadeurs ont été choisis. Le nombre de postes alloués et leur répartition entre les États membres a été décidé proportionnellement au poids de chaque État membre, et parfois en fonction des relations historiques entre ces derniers et les États tiers. Des missions diplomatiques ont également été dépêchées auprès d'instances internationales telles que l'Organisation des Nations unies à New York et à Genève. Les délégations, ainsi que les ambassadeurs et leurs équipes sont placés directement sous l'autorité du Haut représentant et du Service européen pour l'action extérieure, l'équivalent européen d'un ministère des Affaires étrangères.
Début 2013, l'UE comptait 141 délégations (États et organisations confondus), les plus récentes ayant été ouvertes aux Émirats arabes unis et en Birmanie.
Les délégations européennes assurent diverses missions, parmi lesquelles :
- contribuer à la coordination des politiques menées par l'UE à l'étranger
- maintenir des contacts entre les organes et les gouvernements européens et les pays tiers
- organiser et encadrer les négociations entre l'UE et leurs partenaires
- analyser les situations locales et conseiller l'UE sur les décisions à prendre.

### Ambassadeurs dans des pays tiers
| Pays                                                                                                  | Ville          | Ambassadeur                       | Nomination | Ambassadeurs précédents |
| --- | -------------- | --------------------------------- | ---------- | --- |
| Afghanistan                                                                                           | Kaboul         | Veronika Boškovic Pohar           | 2024       | Franz-Michael Skjold Mellbin (2013–2017) ; Pierre Mayaudon (2017-2020) ; Andreas von Brandt (2020-2022) ; Raffaella Iodice (2022-2024)     |
| Afrique du Sud                                                                                        | Pretoria       | Sandra Kramer                     | 2022       | Roeland van de Geer (2010–2014) ; Marcus Cornaro (2014-2018) ; Riina Kionka (2018-2022)                                                    |
| Albanie                                                                                               | Tirana         | Christiane Hohmann                | 2022       | Ettore Sequi (2010-2014) ; Romana Vlahutin (2014-2018) ; Luigi Soreca (2018-2022)                                                          |
| Algérie                                                                                               | Alger          | Diego Mellado Pascua              | 2024       | John O'Rourke (2018-2021) ; Thomas Eckert (2021-2024)                                                                                      |
| Angola                                                                                                | Luanda         | Rosário Bento Pais                | 2023       | Tomáš Uličný (2016-2020) ; Jeannette Seppen (2020-2023)                                                                                    |
| Arabie saoudite Bahreïn Oman                                                                          | Riyad          | Christophe Farnaud                | 2023       | Adam Kulach (2012-2016) ; Michele Cervone D'urso (2016-2020) ; Patrick Simonnet (2020-2023)                                                |
| Argentine                                                                                             | Buenos Aires   | Amador Sánchez Rico               | 2021       | Alfonso Díez Torres (2010-2014) ; José Ignacio Salafranca (2014-2018) ; Aude Maio-Coliche (2018-2021)                                      |
| Arménie                                                                                               | Yerevan        | Vassilis Maragos                  | 2023       | Piotr Świtalski (2015-2019) ; Andrea Wiktorin (2019-2023)                                                                                  |
| Australie                                                                                             | Canberra       | Gabriele Visentin                 | 2021       | Sem Fabrizi (2013–2017) ; Michael Pulch (2017-2021)                                                                                        |
| Azerbaïdjan                                                                                           | Bakou          | Peter Michalko                    | 2021       | Malena Mard (2013–2017) ; Kestutis Jankauskas (2017-2021)                                                                                  |
| Bangladesh                                                                                            | Dhaka          | Michael Miller                    | 2024       | William Hanna (2010-2014) ; Pierre Mayaudon (2014-2017) ; Rensje Teerink (2017-2021) ; Charles Whiteley (2021-2024)                        |
| Barbade OECS CARICOM Cariforum                                                                        | Bridgetown     | Malgorzata Wasilewska             | 2021       | Mikael Barfod (2012-2016) ; Daniela Tramacere (2016-2021)                                                                                  |
| Biélorussie                                                                                           | Minsk          | Steen Noerlov                     | 2023       | Maira Mora (2011–2015), Andrea Wiktorin (2015-2019) ; Dirk Schuebel (2019-2020)                                                            |
| Birmanie                                                                                              | Yangon         | Ranieri Sabatucci                 | 2020       | Kristian Schmidt (2017-2020) |
| Bénin                                                                                                 | Cotonou        | Stephane Mund                     | 2024       | Oliver Nette (2017-2019) ; Véronique Janssen (2019-2020) ; Sylvia Hartleif (2020-2024)                                                     |
| Bolivie                                                                                               | La Paz         | Jaume Segura Socias               | 2024       | Timothy Torlot (2012-2016) ; León de la Torre Krais (2016-2020) ; Michael Dóczy (2020-2024)                                                |
| Bosnie-Herzégovine                                                                                    | Sarajevo       | Luigi Soreca                      | 2024       | Lars-Gunnar Wigemark (2015-2019) ; Johann Sattler (2019-2024)                                                                              |
| Botswana SADC                                                                                         | Gaborone       | Petra Pereyra                     | 2022       | Gerard McGovern (2010-2014) ; Alexander Baum (2014-2018) ; Jan Sadek (2018-2022)                                                           |
| Brésil                                                                                                | Brasília       | Marian Schuegraf                  | 2023       | Ana Paula Zacarias (2011–2015) ; Joao Cravinho (2015-2019) ; Ignacio Ybáñez (2019-2023)                                                    |
| Burkina Faso                                                                                          | Ouagadougou    | Daniel Aristi Gaztelumendi        | 2023       | Jean Lamy (2015-2019) ; Wolfram Vetter (2019-2023)                                                                                         |
| Burundi                                                                                               | Bujumbura      | Elisabetta Pietrobon              | 2023       | Stephane De Loecker (2013-2015) ; Patrick Spirlet (2015-2019) ; Claude Bochu (2019-2023)                                                   |
| Cambodge                                                                                              | Phnom Penh     | Igor Driesmans                    | 2023       | Rafael Dochao Moreno (2010-2011) ; Jean-Francois Cautain (2011-2016) ; Carmen Moreno (2019-2023)                                           |
| Cameroun Guinée équatoriale                                                                           | Yaoundé        | Jean-Marc Chataignier             | 2023       | Françoise Collet (2013-2017) ; Hans-Peter Schadek (2017-2020) ; Irchad Razaaly (2020-2021) ; Philippe Van Damme (2021-2023)                |
| Cap-Vert                                                                                              | Praia          | Sofia Moreira de Sousa            | 2021       | |
| Canada                                                                                                | Ottawa         | Geneviève Tuts                    | 2024       | Brice De Schietere (2017-2021) ; Melita Gabrič (2021-2024)                                                                                 |
| République centrafricaine                                                                             | Bangui         | Diego Escaluna Paturel            | 2024       | Jean-Pierre Reymondet (2013-2017) ; Samuela Isopi (2017-2021) ; Douglas Carpenter (2021-2024)                                              |
| Chili                                                                                                 | Santiago       | Claudia Gintersdorfer             | 2024       | Stella Zervoudaki (2016-2020) ; León de la Torre Krais (2020-2024)                                                                         |
| Chine                                                                                                 | Pékin          | Jorge Toledo Albiñana             | 2022       | Markus Ederer (2010–2014) ; Hans Dietmar Schweisgut (2014-2018) ; Nicolas Chapuis (2018-2022)                                              |
| Colombie                                                                                              | Bogota         | Gilles Bertrand                   | 2021       | Maria van Gool (2011–2015) ; Ana Paula Zacarias (2015-2019) ; Patricia Llombart (2019-2021)                                                |
| Corée du Sud                                                                                          | Séoul          | Maria Castillo Fernandez          | 2019       | Gerhard Sabathil (2015-2019) |
| Costa Rica                                                                                            | San José       | Pierre-Louis Lempereur            | 2023       | Maria Antonia Calvo Puerta (2021-2023) |
| Côte d'Ivoire                                                                                         | Abidjan        | Francesca Di Mauro                | 2021       | Jobst von Kirchmann (2018-2021) |
| République du Congo                                                                                   | Brazzaville    | Anne Marchal                      | 2024       | Saskia De Lang (2014-2018) ; Raul Mateus Paula (2018-2021) ; Giacomo Durazzo (2021-2024)                                                   |
| République démocratique du Congo                                                                      | Kinshasa       | Espagne Nicolás Berlanga Martínez | 2023       | Jean-Michel Dumont (2011-2016) ; Bart Ouvry (2016-2019) ; Jean-Marc Châtaigner (2019-2023)                                                 |
| Cuba                                                                                                  | La Havane      | Isabel Brilhante Pedrosa          | 2022       | Alberto Navarro (2018-2022) |
| Djibouti IGAD                                                                                         | Djibouti       | & Denisa-Elena Ionete             | 2024       | Aidan O'Hara (2017-2021) ; Sylvie Tabesse (2021-2024)                                                                                      |
| République dominicaine                                                                                | Saint-Domingue | Katja Afheldt                     | 2021       | Gianluca Grippa (2017-2021) |
| Égypte                                                                                                | Le Caire       | Angelina Eichhorst                | 2024       | James Moran (2012–2016) ; Reinhold Brender (2016-2020) ; Christian Berger (2020-2024)                                                      |
| El Salvador SICA                                                                                      | San Salvador   | François Roudié                   | 2021       | Stefano Gatto (2009-2013) ; Jaume Segura Socias (2013-2017) ; Andreu Bassols (2017-2021)                                                   |
| Émirats arabes unis                                                                                   | Abu Dhabi      | Lucie Berger                      | 2023       | Carlo de Filippi (2014-2018) ; Andrea Matteo Fontana (2018-2023)                                                                           |
| Équateur                                                                                              | Quito          | Jekaterina Dorodnova              | 2024       | Marianne Van Steen (2016-2020) ; Charles-Michel Geurts (2020-2024)                                                                         |
| Érythrée                                                                                              | Asmara         | Gianluca Grippa                   | 2021       | Christian R. Manahl (2014-2019) ; Gabor Iklody (2019-2021)                                                                                 |
| Eswatini                                                                                              | Mbabane        | Karsten Mecklenburg               | 2024       | Amadou Traore (2010-2013) ; Nicola Bellomo (2013-2017) ; Esmeralda Hernandez Aragones (2017-2021) ; Dessislava Choumelova (2021-2024)      |
| États-Unis                                                                                            | Washington     | Jovita Neliupšienė                | 2022       | João Vale de Almeida (2010-2014) ; David O'Sullivan (2014-2018) ; Stavros Lambrinidis (2019-2022)                                          |
| Éthiopie                                                                                              | Addis-Abeba    | Sofie From-Emmesberger            | 2024       | Johan Borgstam (2017-2021) ; Roland Kobia (2021-2024)                                                                                      |
| Fidji Îles Cook Micronésie Kiribati Nauru Niue Palau Marshall Samoa Îles Salomon Tonga Tuvalu Vanuatu | Suva           | Barbara Plinkert                  | 2023       | Andrew Jacobs (2013-2017) ; Sujiro Seam (2019-2023)                                                                                        |
| Gabon Sao Tomé-et-Principe CEEAC                                                                      | Libreville     | Cécile Abadie                     | 2023       | Helmut Kulitz (2015-2019) ; Rosario Bento Pais (2019-2023)                                                                                 |
| Gambie                                                                                                | Banjul         | Corrado Pampaloni                 | 2021       | Attila Lajos (2017-2021) |
| Géorgie                                                                                               | Tbilissi       | Pawel Herczynski                  | 2022       | János Herman (2014-2018) ; Carl Hartzell (2018-2022)                                                                                       |
| Ghana                                                                                                 | Accra          | Irchad Ramiandrasoa Razaaly       | 2021       | Diana Acconcia (2018-2021) |
| Guatemala                                                                                             | Guatemala      | Thomas Peyker                     | 2020       | Stella Zervoudaki (2012-2016) ; Stefano Gatto (2016-2020)                                                                                  |
| Guinée                                                                                                | Conakry        | Jolita Pons                       | 2022       | Philippe Van Damme (2010-2014) ; Gerardus Gielen (2014-2018) ; Joseph Coll (2018-2022)                                                     |
| Guinée-Bissau                                                                                         | Bissau         | Artis Bertulis                    | 2022       | Joaquin Gonzalez-Ducay (2011–2015) ; Victor Madeira dos Santos (2015-2019) ; Sónia Neto (2019-2022)                                        |
| Guyana Suriname Aruba Bonaire Curaçao Saba Saint-Barthélemy Saint-Eustache Saint-Martin               | Georgetown     | Rene Van Nes                      | 2022       | Robert Kopecky (2011–2015) ; Jernej Videtič (2015-2019) ; Fernando Ponz Cantó (2019-2022)                                                  |
| Haiti                                                                                                 | Port-au-Prince | Ioannis Giogkarakis-Argyropoulos  | 2024       | Javier Niño (2012–2015) ; Vincent Degert (2015-2019) ; Sylvie Tabesse (2020-2021) ; Stefano Gatto (2022-2024)                              |
| Honduras                                                                                              | Tegucigalpa    | Gonzalo Fournier                  | 2024       | Ketil Karlsen (2013-2017) ; Alessandro Palmero (2017-2020) ; Jaume Segura Socías (2020-2024)                                               |
| Hong Kong Macao                                                                                       | Hong Kong      | Harvey Rouse                      | 2024       | Carmen Cano (2016-2020) ; Thomas Gnocchi (2020-2024)                                                                                       |
| Islande                                                                                               | Reykjavik      | Clara Ganslandt                   | 2024       | Matthias Brinkmann (2013-2017) ; Michael Mann (2017-2020) ; Lucie Samcová-Hall Allen (2020-2024)                                           |
| Inde Bhoutan                                                                                          | New Delhi      | Hervé Delphin                     | 2023       | Joao Cravinho (2012–2015) ; Tomasz Kozłowski (2015-2019) ; Ugo Astuto (2019-2023)                                                          |
| Indonésie Brunei                                                                                      | Jakarta        | Denis Chaibi                      | 2023       | Vincent Guerend (2015-2019) ; Vincent Piket (2019-2023)                                                                                    |
| Irak                                                                                                  | Bagdad         | Thomas Seiler                     | 2023       | Patrick Simonnet (2016–2017) ; Ramon Blecua (2017-2019) ; Martin Huth (2019-2021) ; Ville Varjola (2021-2023)                              |
| Israël                                                                                                | Tel-Aviv       | Dimiter Tzantchev                 | 2021       | Lars Faaborg-Andersen (2013-2017) ; Emanuele Giaufret (2017-2021)                                                                          |
| Jamaïque Belize Bahamas Îles Turques-et-Caïques Îles Caïmans                                          | Kingston       | Erja Askola                       | 2024       | Italie) Marco Mazzocchi Alemanni (2007-2011) Paola Amadei (2012–2016) ; Małgorzata Wasilewska (2016-2020) ; Marianne Van Steen (2020-2024) |
| Japon                                                                                                 | Tokyo          | Jean-Eric Paquet                  | 2022       | Hans Dietmar Schweisgut (2010-2014) ; Viorel Isticioaia Budura (2014-2018) ; Patricia Flor (2018-2022)                                     |
| Jordanie                                                                                              | Amman          | Pierre-Christophe Chatzisavas     | 2023       | Joanna Wronecka (2010–2015) ; Andrea Matteo Fontana (2015-2019) ; Maria Hadjitheodosiou (2019-2023)                                        |
| Kazakhstan                                                                                            | Noursoultan    | Aleška Simkić                     | 2024       | Aurelia Bouchez (2011–2015) ; Traian Hristea (2015-2019) ; Sven-Olov Carlsson (2019-2021) ; Kestutis Jankauskas (2021-2024)                |
| Kenya                                                                                                 | Nairobi        | Henriette Gieger                  | 2021       | Simon Mordue (2019-2021) |
| Kosovo                                                                                                | Priština       | Aivo Orav                         | 2024       | Samuel Žbogar (2011–2016) ; Nataliya Apostolova (2015-2019) ; Tomáš Szunyog (2020-2024)                                                    |
| Koweït                                                                                                | Koweït         | Anne Koistinen                    | 2023       | Cristian Tudor (2020-2022) |
| Kirghizistan                                                                                          | Bichkek        | Marilyn Josefson                  | 2022       | Eduard Auer (2018-2022) |
| Laos                                                                                                  | Vientiane      | Mark Gallagher                    | 2024       | Léon Paul Faber (2019-2020) ; Ina Marčiulionytė (2020-2024)                                                                                |
| Lesotho                                                                                               | Maseru         | Paola Amadei                      | 2021       | Michael Doyle (2014-2018) ; Christian Manahl (2018-2021)                                                                                   |
| Liban                                                                                                 | Beyrouth       | Sandra De Waele                   | 2023       | Angelina Eichhorst (2010–2014) ; Christina Lassen (2014-2018) ; Ralph Tarraf (2018-2022)                                                   |
| Liberia                                                                                               | Monrovia       | Nona Deprez                       | 2023       | Attilio Pacifici (2010-2014) ; Tina Intelmann (2014-2017) ; Hélène Cavé (2017-2020) ; Laurent Delahousse (2020-2023)                       |
| Libye                                                                                                 | Tripoli        | Nicola Orlando                    | 2023       | Nataliya Apostolova (2012–2016) ; Bettina Muscheidt (2016-2018) ; Alan Bugeja (2018-2020) ; Jose Sabadell (2020-2023)                      |
| Macédoine du Nord                                                                                     | Skopje         | Michalis Rokas                    | 2024       | Aivo Orav (2012–2016) ; Samuel Žbogar (2016-2020) ; David Geer (2020-2024)                                                                 |
| Madagascar Comores                                                                                    | Antananarivo   | Isabelle Delattre Burger          | 2021       | Antonio Sánchez-Benedito (2017-2018) ; Giovanni Di Girolamo (2018-2021)                                                                    |
| Malaisie                                                                                              | Kuala Lumpur   | Rafael Tristan Daerr              | 2024       | Luc Vandebon (2012–2016) ; Maria Castillo Fernández (2016-2020) ; Michalis Rokas (2020-2024)                                               |
| Malawi                                                                                                | Lilongwe       | Rune Skinnebach                   | 2021       | Marchel Gerrmann (2014-2018) ; Sandra Paesen (2018-2021)                                                                                   |
| Mali                                                                                                  | Bamako         | vacant                            | 2023       | Richard Zink (2011–2015) ; Alain Holleville (2015-2019) ; Bart Ouvry (2019-2023)                                                           |
| Maroc                                                                                                 | Rabat          | Patricia Llombart Cussac          | 2021       | Claudia Wiedey (2017-2021) |
| Maurice Seychelles                                                                                    | Port Louis     | Oskar Benedikt                    | 2023       | Hans-Georg Gerstenlauer (2013-2017) ; Vincent Degert (2019-2023)                                                                           |
| Mauritanie                                                                                            | Nouakchott     | Joaquin Tasso Vilallonga          | 2024       | Hans-Georg Gerstenlauer (2010-2013) ; José Antonio Sabadell (2013-2017) ; Giacomo Durazzo (2017-2021) ; Gwilym Jones (2021-2024)           |
| Mexique                                                                                               | Mexico         | Francisco André                   | 2024       | Andrew Standley (2013–2017) ; Klaus Rudischhauser (2017-2019) ; Jean-Pierre Bou (2019-2021) ; Gautier Mignot (2021-2024)                   |
| Moldavie                                                                                              | Chisinau       | Jānis Mažeiks                     | 2021       | Peter Michalko (2017-2021) |
| Mongolie                                                                                              | Oulan-Bator    | Ina Marciulionyte                 | 2024       | Traian Laurentiu Hristea (2018-2021) ; Axelle Nicaise (2021-2024)                                                                          |
| Monténégro                                                                                            | Podgorica      | Johann Sattler                    | 2024       | Aivo Orav (2016-2020) ; Oana-Cristina Popa (2020-2024)                                                                                     |
| Mozambique                                                                                            | Maputo         | Antonino Maggiore                 | 2022       | Paul Malin (2010-2014) ; Sven Kühn von Burgsdorff (2014-2018) ; Antonio Sánchez-Benedito Gaspar (2018-2022)                                |
| Namibie                                                                                               | Windhoek       | Ana Beatriz Martins               | 2023       | Raúl Fuentes Milani (2010-2014) ; Sinikka Antila (2019-2023)                                                                               |
| Népal                                                                                                 | Katmandou      | Véronique Lorenzo                 | 2023       | Alexander Spachis (2010-2013) ; Reesje Teerink (2013-2017) ; Veronica Cody (2017-2020) ; Nona Deprez (2020-2023)                           |
| Nicaragua                                                                                             | Managua        | Fernando Ponz Cantó               | 2023       | Kenneth Bell (2015-2019) ; Pelayo Castro (2019-2022)                                                                                       |
| Niger                                                                                                 | Niamey         | Salvador Pinto da França          | 2022       | Denisa-Elena Ionete (2018-2022) |
| Nigeria CEDEAO                                                                                        | Abuja          | Gautier Mignot                    | 2024       | Michel Arrion (2013-2017) ; Ketil Karlsen (2017-2021) ; Samuela Isopi (2021-2024)                                                          |
| Norvège                                                                                               | Oslo           | Nicolas de La Grandville          | 2021       | Helen Campbell (2013–2017) ; Thierry Béchet (2017-2021)                                                                                    |
| Nouvelle-Zélande                                                                                      | Wellington     | Lawrence Meredith                 | 2023       | Nina Obermaier (2019-2023) |
| Ouganda                                                                                               | Kampala        | Jan Sadek                         | 2021       | Kristian Schmidt (2013-2017) ; Attilio Pacifici (2017-2021)                                                                                |
| Ouzbékistan                                                                                           | Tachkent       | Toivo Klaar                       | 2024       | Yuri Sterk (2012-2016) ; Eduards Stiprais (2016-2020) ; Charlotte Adriaen (2020-2024)                                                      |
| Pakistan                                                                                              | Islamabad      | Riina Kionka                      | 2022       | Lars-Gunnar Wigemark (2011-2015) ; Jean François Cautain (2015-2019) ; Androulla Kaminara (2019-2022)                                      |
| Palestine                                                                                             | Jérusalem      | Alexandre Stutzmann               | 2023       | Sven Kühn von Burgsdorff (2021-2023) |
| Panama                                                                                                | Panama         | Izabela Matusz                    | 2022       | Chris Hoornaert (2018-2022) |
| Papouasie-Nouvelle-Guinée                                                                             | Port Moresby   | Jacques Fradin                    | 2022       | Martin Dihm (2011-2015) ; Ioannis Giogkarakis-Argyropoulos (2015-2019) ; Jernej Videtič (2019-2022)                                        |
| Paraguay                                                                                              | Asuncion       | Javier García de Viedma           | 2021       | Paolo Berizzi (2017-2021) |
| Pérou                                                                                                 | Lima           | Jonathan Hatwell                  | 2024       | Diego Mellado (2017-2021) ; Gaspar Frontini (2021-2024)                                                                                    |
| Philippines                                                                                           | Manille        | Mariomassimo Santoro              | 2024       | Guy Ledoux (2010–2014) ; Franz Jessen (2014-2018) ; Thomas Wiersing (2018-2020) ; Luc Véron (2020-2024)                                    |
| Qatar                                                                                                 | Doha           | Cristian Tudor                    | 2022       | |
| Royaume-Uni                                                                                           | Londres        | Pedro Serrano                     | 2022       | João Vale de Almeida (2020-2022) |
| Russie                                                                                                | Moscou         | Roland Galharague                 | 2022       | Vygaudas Ušackas (2013–2017) ; Markus Ederer (2017-2022)                                                                                   |
| Rwanda                                                                                                | Kigali         | Belén Calvo Uyarra                | 2022       | Nicola Bellomo (2018-2022) |
| Sénégal                                                                                               | Dakar          | Jean-Marc Pisani                  | 2022       | Dominique Dellicour (2010-2014) ; Joaquin Gonzalez-Ducay (2014-2018) ; Irène Mingasson (2018-2022)                                         |
| Serbie                                                                                                | Belgrade       | Emanuele Giaufret                 | 2021       | Sem Fabrizi (2017-2021) |
| Sierra Leone                                                                                          | Freetown       | Jacek Jankowski                   | 2024       | Tom Vens (2017-2021) ; Manuel Müller (2021-2024)                                                                                           |
| Singapour                                                                                             | Singapour      | Iwona Piórko                      | 2021       | Marc Ungeheuer (2010-2013) ; Michael Pulch (2013-2017) ; Barbara Plinkert (2017-2021)                                                      |
| Somalie                                                                                               | Nairobi        | Karin Johansson                   | 2024       | Nicolas Berlanga Martinez (2017-2021) ; Tiina Intelmann (2021-2023)                                                                        |
| Soudan                                                                                                | Khartoum       | Aidan O'Hara                      | 2022       | Jean-Michel Dumond (2016-2020) ; Robert Van den Dool (2020-2022)                                                                           |
| Soudan du Sud                                                                                         | Djouba         | Timo Olkkonen                     | 2022       | Stefano de Leo (2014-2018) ; Christian Bader (2020-2022)                                                                                   |
| Sri Lanka Maldives                                                                                    | Colombo        | Carmen Moreno                     | 2023       | Denis Chaibi (2017-2022) |
| Suisse Liechtenstein                                                                                  | Berne          | Miroslav Lajčák                   | 2024       | Richard Jones (2012–2016) ; Michael Matthiessen (2016-2020) ; Petros Mavromichalis (2020-2024)                                             |
| Syrie                                                                                                 | Beyrouth       | Michael Ohnmacht                  | 2024       | Dan Stoenescu (2021-2024) |
| Tadjikistan                                                                                           | Douchanbé      | Raimundas Karoblis                | 2022       | Eduard Auer (2010–2014) ; Hidajet Biščević (2014-2018) ; Marilyn Josefson (2018-2022)                                                      |
| Taïwan                                                                                                | Taipei         | Lutz Guellner                     | 2024       | Filip Grzegorzewski (2019-2024) |
| Tanzanie                                                                                              | Dar es Salaam  | Christine Grau                    | 2023       | Filiberto Ceriani Sebregondi (2011–2015) ; Roeland van de Geer (2015-2019) ; Manfredo Fanti (2019-2023)                                    |
| Tchad                                                                                                 | N'Djamena      | Przemyslaw Bobak                  | 2024       | Bertrand Soret (2018-2021) ; Koenraad Cornelis (2021-2024)                                                                                 |
| Thaïlande                                                                                             | Bangkok        | David Daly                        | 2021       | Jesús Miguel Sanz Escorihuel (2013–2017) ; Pirkka Tapiola (2017-2021)                                                                      |
| Timor-Leste                                                                                           | Dili           | Marc Fiedrich                     | 2022       | Andrew Jacobs (2017-2019) |
| Togo                                                                                                  | Lomé           | Gwilym Jones                      | 2024       | Nicolas Berlanga Martinez (2013-2017) ; Cristina Martins Barreira (2017-2020) ; Joaquín Tasso Vilallonga (2020-2024)                       |
| Trinité-et-Tobago                                                                                     | Port-d'Espagne | Peter Cavendish                   | 2021       | Aad Biesebroek (2016-2020) |
| Tunisie                                                                                               | Tunis          | Giuseppe Perrone                  | 2024       | Koetsenruijter Adrianus (2008-2012) ; Laura Baeza (2012-2016) ; Patrice Bergamini (2016-2020) ; Marcus Cornaro (2020-2024)                 |
| Turquie                                                                                               | Ankara         | Thomas Hans Ossowski              | 2024       | Hansjörg Haber (2015–2016) ; Christian Berger (2016-2020) ; Nikolaus Meyer-Landrut (2020-2024)                                             |
| Turkménistan                                                                                          | Achgabat       | Beata Pęksa                       | 2023       | Diego Ruiz Alonso (2020-2023) |
| Ukraine                                                                                               | Kiev           | Katarína Mathernová               | 2023       | Jan Tombiński (2012-2016) ; Matti Maasikas (2019-2023)                                                                                     |
| Uruguay                                                                                               | Montevideo     | Paolo Berizzi                     | 2021       | Karl-Otto König (2019-2021) |
| Venezuela                                                                                             | Caracas        | Maria Antonia Calvo Puerta        | 2024       | Antonio Cardoso Mota (2010-2013) ; Aude Maio-Coliche (2013-2017) ; Isabel Brilhante Pedrosa (2017-2021)                                    |
| Vietnam                                                                                               | Hanoï          | Julien Guerrier                   | 2023       | Franz Jessen (2011–2015) ; Bruno Angelet (2015-2019) ; Giorgo Aliberti (2019-2023)                                                         |
| Yémen                                                                                                 | Amman          | Gabriel Munuera Viñals            | 2021       | Bettina Muscheidt (2012–2016) ; Antonia Calvo Puerta (2016-2020) ; Hans Grundberg (2020-2021)                                              |
| Zambie COMESA                                                                                         | Lusaka         | Karolina Stasiak                  | 2023       | Gilles Hervio (2010–2015) ; Alessandro Mariani (2015-2019) ; Jacek Jankowski (2019-2023)                                                   |
| Zimbabwe                                                                                              | Harare         | Jobst von Kirchmann               | 2022       | Aldo Dell'Ariccia (2010-2014) ; Philippe Van Damme (2014-2018) ; Timo Olkkonen (2018-2022)                                                 |

## Ambassadeurs auprès des organisations internationales
| Organisation / Pays                                  | Ville       | Ambassadeur              | Nomination | Prédécesseurs |
| ---------------------------------------------------- | ----------- | ------------------------ | ---------- | --- |
| Union africaine                                      | Addis-Abeba | Javier Niño Pérez        | 2024       | Gary Quince (2011–2015) ; Ranieri Sabatucci (2015-2020) ; Birgitte Markussen (2020-2024)                            |
| ASEAN                                                | Jakarta     | Sujiro Seam              | 2023       | Francisco Fontán Pardo (2015-2019) ; Igor Driesmans (2019-2023)                                                     |
| Conseil de l'Europe                                  | Strasbourg  | Vesna Batistić Kos       | 2022       | Jari Vilen (2014-2018) ; Meglena Kuneva (2018-2022)                                                                 |
| Organisation mondiale du commerce                    | Genève      | Joao Aguiar Machado      | 2019       | Angelos Pangratis (2011–2015) ; Mark Vanheukelen (2015-2019)                                                        |
| Nations unies                                        | New York    | Stavros Lambrinidis      | 2024       | Thomas Mayr-Harting (2011–2015) ; João Vale de Almeida (2015-2019) ; Olof Skoog (2019-2023)                         |
| Nations unies                                        | Genève      | Belén Martinez Carbonell | 2024       | Mariangela Zappia (2011–2014) ; Peter Sørensen (2014-2018) ; Walter Stevens (2018-2021) ; Lotte Knudsen (2021-2024) |
| OSCE                                                 | Vienne      | Rasa Ostrauskaite        | 2020       | |
| AIEA                                                 | Vienne      | Carl Hallergård          | 2023       | Stephan Klement (2019-2023)                                                                                         |
| UNESCO OCDE Andorre Monaco                           | Paris       | Christina Kokkinakis     | 2023       | Maria Francesca Spatolisano (2012-2016) ; Didier Lenoir (2019-2023)                                                 |
| Saint-Siège Nations unies Ordre de Malte Saint-Marin | Rome        | Martin Selmayr           | 2024       | Jan Tombiński (2016-2020) ; Alexandra Valkenburg (2020-2024)                                                        |

## Sources

## Compléments